# Gabriel Farguette
Gabriel Farguette est un acteur français né dans le 6e arrondissement de Paris le 18 janvier 1928 et mort à Meulan le 8 février 1985.

## Biographie
Gabriel Farguette a joué dans une dizaine de films au cours de son enfance pendant les années 1930.

## Filmographie
- 1935 : Jérôme Perreau, héros des barricades d'Abel Gance
- 1936 : La Guerre des gosses de Jacques Daroy : Tigibus
- 1936 : La Peur ou Vertige d'un soir de Victor Tourjansky : Georges
- 1936 : Bach détective de René Pujol : le fils de l'aubergiste
- 1937 : La Rose effeuillée de Georges Pallu : le petit Jean
- 1937 : Liberté de Jean Kemm
- 1938 : Ceux de demain (L'Enfant de troupe) de Georges Pallu et Adelqui Millar : le petit Jean
- 1939 : Un gosse en or de Georges Pallu : Jean-Jacques, le gosse
- 1942 : Retour au bonheur (L'Enfant dans la tourmente) de René Jayet[1] : Jean